# Black feminism
Ne doit pas être confondu avec Afroféminisme.

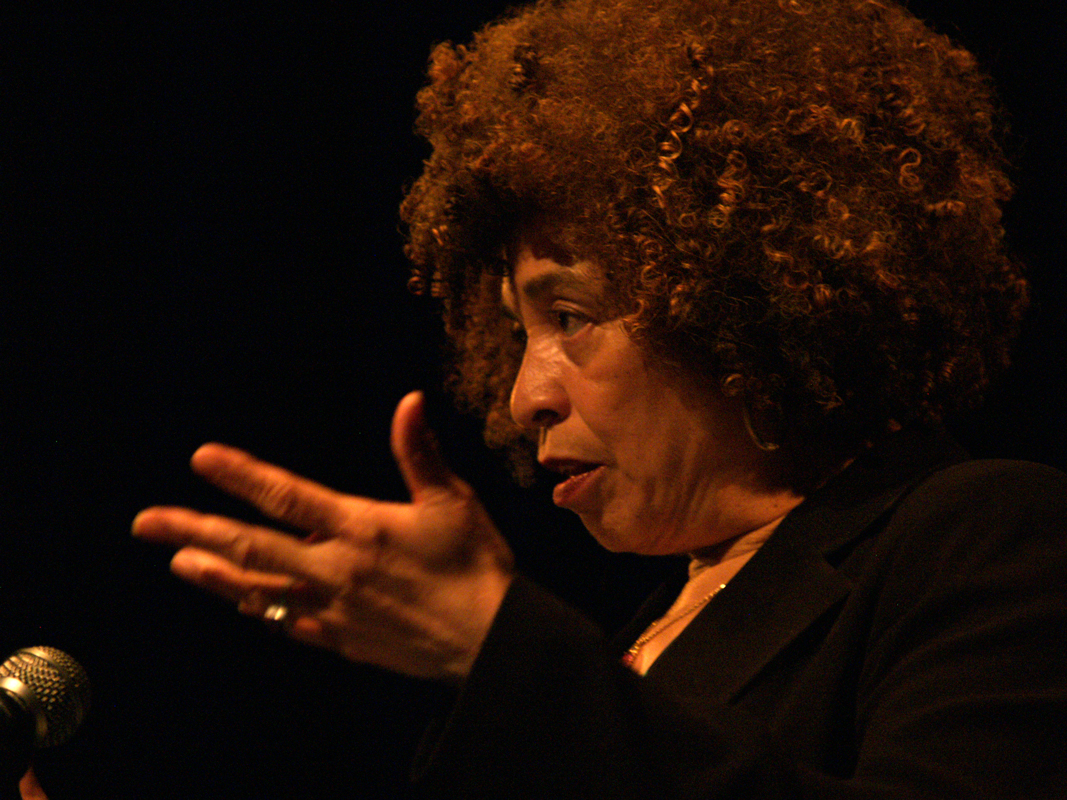
Angela Davis au théâtre Myer Horowitz de l'université d'Alberta.

Le Black feminism (en français « féminisme noir ») est un mouvement féministe né aux États-Unis dans les années 1960-1970, lors du mouvement des droits civiques. Il se caractérise par la volonté d'associer les critiques du sexisme et du racisme, et d'élaborer un point de vue spécifique tant à l'intérieur du mouvement féministe que du mouvement du Black Nationalism.

## L'expression «Black feminism» et problèmes de traduction
Selon Elsa Dorlin, professeure de philosophie politique et sociale à l'université Paris-VIII et auteure de « Black feminism Revolution! La Révolution du féminisme Noir ! », une introduction à Black Feminism -Anthologie du féminisme africain-américain, 1975-2000 (L'Harmattan, 2007), la première anthologie, en français, de textes de ce mouvement :

« L’expression Black feminism, traduite dans les textes par "féminisme Noir", recouvre la pensée et le mouvement féministes afro-américains en tant qu’ils diffèrent du féminisme américain "en général", précisément critiqué et reconnu pour son "solipsisme blanc", héritier malgré lui de la fameuse "ligne de couleur" produite par les systèmes esclavagiste, puis ségrégationniste ou discriminatoire, encore à l’œuvre dans la société américaine contemporaine. Au contraire des textes, si le titre de ce volume a gardé l’expression Black feminism en l’état, comme provisoirement intraduisible, c’est qu’il nous a semblé important de présenter d’abord le féminisme afro-américain dans la spécificité de l’histoire politique d’où il a émergé, de maintenir dans sa langue sa force d’interpellation, face à une société anglo-saxonne clivée par le racisme : "White woman, listen!" – "Femme blanche, écoute !". Le féminisme Noir a représenté une véritable révolution politique et théorique pour l’ensemble des féminismes nord-américains et, dans une moindre mesure, européens. »

## Histoire du mouvement
Le Black feminism trouve ses origines dans un malaise au sein du mouvement des droits civiques et du mouvement féministe nord-américain lors des années 1970. En effet, il revendique un point de vue particulier des femmes afro-américaines à la fois sur le féminisme en général, et sur les luttes contre la ségrégation raciale. En tant que tel, le Black feminism n'est pas limité aux femmes afro-américaines: dès ses origines, il inclut des femmes chicanas, orientales, etc. Il est plutôt caractérisé par la volonté de lier ensemble les problématiques du sexisme, du racisme et de l'oppression de classe.
Les femmes porto-ricaines des Young Lords, parmi elles Denise Oliver-Velez et Iris Morales, mettent en place dès 1969 une commission non mixte pour exiger de l'organisation une position et des pratiques non sexistes. Elles expérimentent et commencent à théoriser ce qui deviendra l'intersectionnalité des luttes des femmes latinas et afro-américaines,.
L'un des textes pionniers du mouvement est publié en 1969 par Mary Ann Weathers (en) : An argument for Black women’s liberation as a revolutionnary force, (« Un argument pour la libération des femmes noires comme force révolutionnaire ») critique l'oppression commune de toutes les femmes, qu'elles soient blanches, noires, porto-ricaines, mexicaines, riches ou pauvres, etc.
L'année d'après, la Third World Women's Alliance (en) (Alliance des Femmes du Tiers-Monde) publie le Black Women's Manifesto (Manifeste des Femmes noires), dans lesquelles elles affirment l'existence d'une spécificité de l'oppression dirigée contre les femmes noires. Cosigné par Gayle Linch, Eleanor Holmes Norton, Maxine Williams, Frances M. Beal (en) et Linda La Rue, le manifeste, qui s'oppose tant bien au racisme qu'au capitalisme, affirme :

« La femme noire demande une nouvelle gamme de définitions de la femme, elle demande à être reconnue comme une citoyenne, une compagne, une confidente et non comme une vilaine matriarche ou une auxiliaire pour fabriquer des bébés. »

Le Black feminism développe le concept d'intersectionnalité, appelé à un avenir prometteur dans la Troisième vague féministe. Il souligne l'existence d'enjeux spécifiques aux femmes noires, ignorées par le mouvement féministe dominé par les Blancs. Ainsi, Angela Davis, proche du Black Panther Party, montre qu'alors que les Afro-Américaines étaient victimes d'un programme de stérilisations contraintes, les femmes blanches étaient contraintes aux avortements clandestins. La Brigade des femmes du Weather Underground, un groupe radical blanc proche du Black Power, organise des attentats, comme celui du 6 mars 1974, contre les locaux du HEW (Département de la Santé et des Services sociaux) à San Francisco, exigeant que les femmes gèrent elles-mêmes l'organisation et dénonçant les stérilisations contraintes des femmes de couleur pratiquées par le HEW. Si la position du Weather Underground à l'égard du féminisme et du Black feminism a pu faire débat, il n'en demeure pas moins que le numéro 2 de son journal clandestin, Osawatomie, y prêtait une certaine attention.
En 1973, Margaret Sloan-Hunter et d'autres femmes fondent la National Black Feminist Organization, à New York. Deux ans plus tard, d'autres militantes liées au mouvement des droits civiques, au Black Nationalism ou au Black Panther Party, telles que Barbara Smith,, Cheryl L. Clarke et Akasha Gloria Hull créent le Combahee River Collective à partir d'une section locale de la National Black Feminist Organization. Ce groupe féministe lesbien et radical mentionne, dans son manifeste créateur, d'importantes figures féminines du mouvement abolitionnisme, telles que Sojourner Truth, Harriet Tubman, Frances Harper, Ida B. Wells et Mary Church Terrell, présidente de la National Association of Colored Women fondée en 1896,. Le Combahee River Collective s'oppose au séparatisme lesbien, considérant que ces dernières ne s'intéressent qu'à l'oppression sexiste à l'exclusion d'autres formes de domination, fondée sur la « race », la classe, etc. Le Combahee River Collective rejetait ainsi toute essentialisation de la femme, qui en ferait une figure éternelle et universelle, toute biologisation du genre, s'intéressant de près aux analyses économiques et politiques des diverses formes de domination. Sous l'impulsion principale de Barbara Smith, le collectif publiera de nombreux essais sur le féminisme (notamment Home Girls (en) en 1983), ajoutant une nouvelle perspective aux Women's studies, qui étaient alors principalement l'œuvre critique de femmes blanches. L'héritage de ce groupe pour le Black feminism a été étudié par la militante afro-américaine féministe et antiraciste Keeanga-Yamahtta Taylor, dans un ouvrage édité pour le quarantième anniversaire de la déclaration du Combahee River Collective.

## En France
La Coordination noire est fondée en 1976 et le Mouvement pour la défense des droits de la femme noire est fondé en 1982, mais les voix portées par ces associations sont rapidement oubliées.
Le collectif lyonnais Madivine publie en 2000 la brochure Racisme, sexisme, homophobie contenant la traduction d'un texte de bell hooks.
Le groupe du 6 novembre publie Guerrières/Warriors en 2002 où se trouvent des entretiens avec Aishah Shahidah Simmons (en) et Barbara Neely.
Les Lesbiennes of Color créées en 2009 ont volontairement choisi une consonance anglophone et revendiquent la décolonisation des pensées féministes et lesbiennes françaises.
Mwasi, créé en 2014, est afroféministe décolonial. Les Peaux Cibles est un collectif afroféministe rennais.

## Impact
Le Black feminism est considéré comme un des courants importants qui ont permis le renouvellement des recherches féministes et la remise en question de l'occidentalocentrisme qui y dominait antérieurement. Il est ainsi une des sources d'inspiration du féminisme postcolonial.